# Leandro Faggin
Leandro Faggin, född 18 juli 1933 i Padua, död 6 december 1970 i Padua, var en italiensk tävlingscyklist.
Faggin blev olympisk guldmedaljör i kilometerlopp och lagförföljelselopp vid sommarspelen 1956 i Melbourne. Efter detta blev han professionell och som sådan blev han trefaldig världsmästare i individuellt förföljelselopp (1963, 1965 och 1966 – dessförinnan hade han även blivit världsmästare för amatörer 1954) samt vann nio sexdagarslopp.